# Staroświecczyzna i postęp czasu
Dziwak z uprzedzenia czyli Staroświecczyzna i postęp czasu (na afiszach także: Staroświecczyzna i postęp czasu lub Postęp czasu i Staroświecczyzna) - komedia muzyczna Jana Nepomucena Kamińskiego. Prapremiera odbyła się we Lwowie 6 lipca 1849.

## Pierwowzór
Sztuka powstała na kanwie komedii Adolfa Bäuerle pt. Rococo : Zeitbild in 4 Akten wystawionej po raz pierwszy w Wiedniu w 1841 r.

## Treść
Miejscem akcji jest miejscowość pod Olkuszem, gdzie zamieszkuje w swym dworze były starosta Kasper Melchior Baltazar Mruczydolski. Mruczydolski jest zagorzałym przeciwnikiem wszelkich nowości (w staroświecczyźnie na zabój zakochany, a wszystko co nowe na śmierć nienawidzący). Stał się dziwakiem na skutek bolesnego zawodu miłosnego: narzeczona zbiegła sprzed ołtarza. Wówczas otoczył swój dwór niczym zamek sidłami i drutami i mieszka w nim w zamknięciu wraz z synem Baltazarem, córką Leontyną, a także Klarą - sierotą, ktorą zamierza wychować sobie na żonę. Dwór Mruczydolskiego budzi zainteresowanie Hrabiego Nowoświeckiego, który dorobiwszy się na nowo otwartej kolei krakowsko-górnośląskiej osiadł w swojej wiejskiej rezydencji i zaczął odczuwać nudę.

## Inscenizacje (wybór)
Po premierze lwowskiej sztuka była wystawiana w: Krakowie (1854), Wilnie (1856), Kijowie (1858) i Warszawie (1859), a także w wielu miastach na prowincji, dzięki działalności zespołów teatrów prowincjonalnych. Zyskała znaczną popularność w latach 50. XIX w. w szczególności w Galicji, w późniejszych latach grana była znacznie rzadziej. W 1881 r. znalazła się w repertuarze zespołu Henryka Krauzego.